# Isola Lagotellerie
L'isola Lagotellerie è un piccolo isolotto disabitato, situato al largo delle coste della Penisola antartica.

## Storia
L'isola fu scoperta da Jean-Baptiste Charcot nel corso della Seconda spedizione Charcot (1908–10).

## Territorio
L'isola sorge all'interno della Baia Margherita, al largo della costa di Fallières, nella parte nord-occidentale della Terra di Graham.  È situata al largo dell'estremità sud-occidentale dell'isola Horseshoe, tra il fiordo di Bourgeois e l'isola Pourquoi Pas.

## Flora
L'isola Lagotellerie ospita una diversificata flora tipica della regione della penisola Antartica, con abbondante presenza delle due sole angiosperme presenti in Antartide, la graminacea Deschampsia antarctica e la cariofillacea Colobanthus quitensis.
Sono state inoltre censite 20 specie di muschi tra cui Brachythecium austrosalebrosum, Bryum spp., Pohlia nutans, Polytrichastrum alpinum e Sanionia uncinata, due specie di epatiche (Barbilophozia hatcheri e Cephaloziella varians) e circa 60 specie di licheni tra cui Villophora isidioclada e Usnea trachycarpa.

## Fauna
L'isola ospita una colonia di pinguini di Adelia (Pygoscelis adeliae) e una delle colonie più meridionali del cormorano imperiale (Leucocarbo atriceps). Altre specie di uccelli nidificanti sull'isola sono lo stercorario antartico bruno (Stercorarius antarcticus lonnbergi) e lo stercorario di McCormick (Stercorarius maccormicki).
Sull'isola è presente anche una ricca fauna invertebrata che comprende il moscerino Belgica antarctica (Chironomidae), il più grande insetto presente in Antartide.

## Conservazione
L'isola è protetta dal Trattato Antartico come Area Specialmente Protetta dell'Antartide (codice ASPA 115) per la relativa biodiversità della sua flora e fauna, tipiche della parte meridionale della Penisola Antartica..
Il sito è stato inoltre classificato da BirdLife International come Important Bird Area (IBA).